# Ključevskaja
Ključevskaja (rusky Ключевская сопка) je se svými 4750 m n. m. nejvyšší horou na kamčatském poloostrově. Prominence 4649 metrů z ní dělá 13. nejprominentnější horu světa a díky izolaci 2748 km je 15. nejizolovanější horou světa. Jedná se o kompozitní sopku s nejlepší kruhovitostí základny na celé planetě Zemi.

## Poloha
Hora Ključevskaja se nachází asi 450 km na sever od města Petropavlovsk-Kamčatskij a asi 100 km od Beringova moře. Sopka tvoří se svými sousedy (Kameň, Bezymjannyj, Udina, Zimina a Uškovskij) jeden vulkanický masiv, který tvoří samostatnou skupinu ve východní vulkanické zóně poloostrova. Základna sopky má průměr cca 15 kilometrů, průměr hlavního kráteru je 500 - 600 metrů. Zhruba 30 kilometrů od sopky se nachází vesnice Ključi, v níž je místní vulkanologická stanice.

## Historie
První historicky doložený výstup na vrchol Ključevské uskutečnili v srpnu roku 1788 členové ruské expedice, vedené anglickým mořeplavcem a hydrografem Josephem Billingsem.

## Erupce
Je to nejaktivnější sopka poloostrova a zároveň i jedna z nejaktivnějších sopek na Zemi. K první zaznamenané erupci došlo v roce 1697, a od té doby je sopka víceméně stále činná, stejně jako mnohé další sopky v oblasti. Přestože je její věk jen 6000 let, za posledních 3000 let eruptovala více než stokrát.
Tvořena je převážně čedičovými horninami, vyvrhovanými explozivními, ale i efuzívními erupcemi z hlavního, resp. parazitických kráterů, kterých je na svazích sopky minimálně 30. Samotný vrcholový kráter má průměr přibližně 600 metrů a jeho morfologie je měněna častými erupcemi.

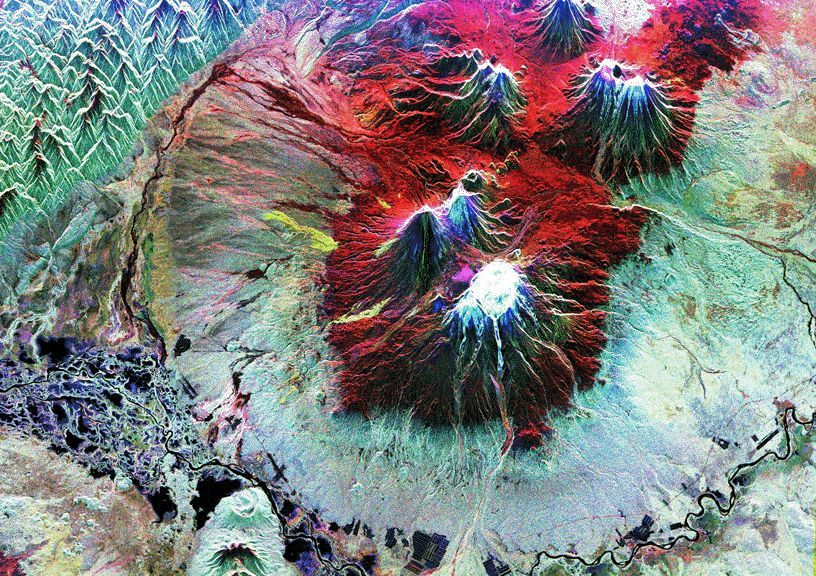
Radarový snímek sopky Klučevskaja z oběžné dráhy kolem Země